# Peter Falk
Peter Falk (Nova York, 16 de setembre del 1927 − Beverly Hills, 23 de juny de 2011), de nom complet Peter Michael Falk, fou un actor,  productor, director i guionista estatunidenc, conegut sobretot per haver encarnat el tinent Colombo en la sèrie de televisió Columbo.

## Biografia
Peter Falk entra a l'Ossining High School a Nova York, on fa els seus estudis secundaris. Hi té la seva primera experiència sobre els escenaris, reemplaçant sense temps de preparar-se un actor malalt en el paper d'un detectiu. Després de l'escola secundària, treballa algun temps com a cuiner en la marina comercial, després entra a la Universitat de Siracusa. Hi obté el 1953 una llicenciatura de ciències-polítiques i administració pública. Fracassa en una entrevista per entrar a la CIA i entra en la direcció del Pressupost de Connecticut com a conseller de productivitat. Als 29 anys i després de cursos de comèdia al teatre, abandona el seu treball per fer-se actor i comença a treballar a la televisió el 1957.

## Carrera professional
Peter Falk fa la seva primera aparició a la pantalla el 1957, participant en un episodi de la sèrie Robert Montgomery Presents a la NBC. Després d'haver passat per altres emissions de TV, entre les quals Studio One i Kraft Television Theatre, fa els seus primers passos en el cinema rodant sota la direcció de Nicholas Ray en el drama Wind Across the Everglades (1958). De seguida, aconsegueix un paper important en el drama policíac, The Secret of the Purple Reef de William Witney, abans de tenir el paper principal de Kid Twist, a Murder, Inc. de Stuart Rosenberg (1960). Aquesta pel·lícula li val una primera nominació en els Oscars en la categoria «millor actor secundari».
Peter Falk evoluciona llavors davant la càmera d'Alfred Hitchcock en un episodi de la sèrie de culte, Alfred Hitchcock Presents, i treballa llavors en la comèdia Frank Capra Un gàngster per a un miracle (1961). Citat una segona vegada als Oscars, Peter Falk comença a atreure l'atenció del públic i de la gent de la professió.
A partir de 1968, Peter Falk s'esquitlla a la pell del cèlebre investigador de l'impermeable i del cigar en la sèrie Columbo, i roda 69 episodis fins a 2003.
El 1970, actua al llargmetratge  Husbands  que marca el començament d'una col·laboració llarga amb el seu amic John Cassavetes (Una dona ofuscada el 1974, Mickey and Nicky el 1976, Big trouble el 1985).
El 1987, és l'avi narrador de la comèdia The Princess Bride. El mateix any, fa el seu propi paper a Der Himmel über Berlin de Wim Wenders. Després del 2000, és el pare de David Paymer en la comèdia Enemies of Laughter de Joey Travolta. El 2002, és al cartell d'Undisputed, drama musculat sobre l'univers de la boxa en a la presó, dirigida per Walter Hill, i en el qual és «Mendy Ripstein», un vell gàngster que organitza un combat entre Wesley Snipes i Ving Rhames.
El 2005, Peter Falk s'envolta de Laura San Giacomo i David Paymer en la comèdia de Jeff Hare, Checking Out (2005), on interpreta el personatge del vell actor Morris Applebaum, abans de treballar sota la direcció de Lee Tamahori a Next (2007), amb Nicolas Cage, Julianne Moore i Jessica Biel.

### Actor principal de la sèrie de televisió «Columbo»
Peter Falk es va convertir en una estrella mundial gràcies al paper del tinent Columbo, policia una mica confús però investigador de geni, vestit amb un impermeable gastat, conduint un vell Peugeot 403 i evocant freqüentment la seva dona.
Aquest paper, que l'ha fet famós i que ha interpretat durant trenta-cinc anys (Prescription Murder, el primer episodi d'una sèrie prolífica, desembarca a la pantalla petita el 1968, a l'altra banda de l'Atlàntic), ha marcat per sempre la carrera d'aquest actor, el currículum del qual té tanmateix altres registres.
Ha rodat seixanta-nou episodis entre els quals n'ha produït onze (1989-1991) i coproduït altres tretze (1991-2003) per a un total de vint-i-quatre episodis.
Ha guanyat nombrosos Premis Emmy i Globus d'Or pel seu paper en la sèrie Columbo.
La darrera investigació de Columbo es remunta a 2003 en l'episodi Columbo porta el ball...
Corolari de l'èxit planetari de la sèrie, deguda essencialment a la seva actuació i les seves mímiques mítiques, el nom de Peter Falk, indissociable del del Tinent Columbo, és pronunciat a les quatre cantonades del món.
En total, la sèrie Columbo hauria comptat amb més de dos mil milions de telespectadors. Al seu llibre, l'actor declara: «Déu no destina cap home a ser conegut per dos mil milions dels seus semblants. »

## Vida personal
Afectat per un tumor maligne a l'edat de tres anys, Peter Falk queda borni i ha de portar una protesi ocular. La llegenda vol que, quan era nen, va treure’s el seu ull per oferir-lo a un àrbitre de beisbol dient-li: «El necessites més que jo!».
Peter Falk ve d'una família jueva - pare d'origen rus, mare d'origen polonesa i txeca - l'avantpassat de la qual - Miksa Falk - era el redactor en cap de Pester Lloyd, diari de llengua alemanya de Budapest (Hongria).
L'actor novaiorquès s'ha casat dues vegades. Primer amb Alice Mayo el 1960, amb qui va compartir setze anys de la seva vida. El 7 de desembre de 1977, va celebrar la seva unió amb l'actriu Shera Danese, que ha participat d'altra banda en sis episodis de la sèrie Columbo.
Una de les seves dues filles adoptives, Catherine Falk, detectiu privat i ajudant de postproducció, va dipositar a finals de 2008 una demanda, perquè el seu pare, llavors amb 81 anys, ja no era capaç d'administrar el seu patrimoni a causa de la malaltia d'Alzheimer. El seu informe ha estat rebutjat pel tribunal de Los Angeles el febrer de 2009. Peter Falk, afectat d'importants pèrdues de memòria, va ser posat sota la tutela de la seva esposa.

## Filmografia
- 1958: Wind Across the Everglades  de Nicholas Ray
- 1958: Murder, Inc. , de Stuart Rosenberg i Burt Balaban
- 1959: The Bloody Brood, de Julian Roffman, Història d'Anne Howard Bailey
- 1960: The Secret of the Purple Reef, de William Witney
- 1961: Un gàngster per a un miracle (Pocketful of Miracles) , de Frank Capra
- 1961: Els Incorruptibles (Sèrie de televisió) Banc privat
- 1961: The Mirror, de Rod Serling,1 episodi
- 1962: Pressure Point, de Hubert Cornfield
- 1963: The Balcony, de Joseph Strick, Shelley Winters
- 1963: El món és boig, boig, boig, de Stanley Kramer
- 1964: Robin and the 7 Hoods , de Gordon Douglas
- 1965: La gran cursa (The Great Race) , de Blake Edwards
- 1965: Italiani brava gente, de Giuseppe De Santis
- 1966: Too Many Thieves, de Abner Biberman
- 1966: Penelope d'Arthur Hiller
- 1967: Luv, de Clive Donner, amb Jack Lemmon
- 1968-2003: Columbo
- 1968: Anzio, d'Edward Dmytryk
- 1968: Els Intocables, de Giuliano Montaldo
- 1969: La fortalesa (Castle Keep) , de Sydney Pollack
- 1970: Rosolino Paternò, soldato, de Nanni Loy
- 1970: Husbands, de John Cassavetes
- 1974: Una dona ofuscada, (A Woman under the influence), de John Cassavetes
- 1976: Un cadàver a les postres, (Murder by Death) de Robert Moore
- 1976: Mikey and Nicky, de Elaine May
- 1976: Griffin and Phoenix: A Love Story, de Daryl Duke
- 1977: Nit d'estrena (Opening Night), de i amb John Cassavetes, així com Gena Rowlands i Ben Gazzara
- 1978: The Cheap Detective, , de Robert Moore
- 1978: El robatori més gran del segle (The Brink's Job), , de William Friedkin
- 1979: The In-Laws, d'Arthur Hiller
- 1981: ... All the Marbles , de Robert Aldrich
- 1986: Un gran embolic (Big Trouble), de John Cassavetes
- 1987: Feliç any nou (Happy New Year), de John G. Avildsen
- 1987: La princesa promesa (The Princess Bride), de Rob Reiner
- 1987: Der Himmel über Berlin, (Wings of Desire), de Wim Wenders, en el seu propi paper
- 1988: Vibes, de Ken Kwapis, Història de Deborah Blum i Lowell Ganz
- 1989: Cookie, de Susan Seidelman
- 1990: Tune in Tomorrow... , de Jon Amiel
- 1990: In the spirit, de Sandra Seacat, amb Melanie Griffith
- 1992: El joc de Hollywood, de Robert Altman , (en el seu propi paper)
- 1993: In weiter Ferne, so nah! (Far away, so close!), de Wim Wenders Al seu propi paper
- 1995: The Sunshine boys, de John Erman, amb Woody Allen
- 1995: Roommates, de Peter Yates,
- 1997: Pronto, Téléfilm de Jim McBride
- 1998: Vig, (Money Kings) Telefilm de Graham Theakston, amb Timothy Hutton
- 2000: Lakeboat de Joe Mantegna
- 2001: Corky Romano de Rob Pritts
- 2001: Made de Jon Favreau
- 2001: The Lost World de Stuart Orme (telefilm)
- 2002: Invicte (Undisputed) de Walter Hill
- 2003: Finding John Christmas d'Andy Wolk (telefilm)
- 2003: Three days of rain de Michael Meredith
- 2003: Wilder days de David Evans
- 2004: L'Espantataurons (Shark Tale) dibuixos animats de Bibo Bergeron, Vicky Jenson i Rob Letterman (veu)
- 2004: When Angels Come to Town d'Andy Wolk (telefilm)
- 2005: Checking Out de Jeff Hare
- 2005: A Town Without Christmas d'Andy Wolk (telefilm)
- 2005: The Thing About My Folks de Raymond De Felitta
- 2007: Next de Lee Tamahori
- 2007: Three Days to Vegas de Charlie Picerni
- 2008: American Cowslip de Mark David

## Premis i nominacions

### Premis
- 1972. Emmy al millor actor de sèrie dramàtica per Columbo.
- 1973. Globus d'Or al millor actor en sèrie dramàtica per Columbo.
- 1975. Emmy al millor actor de sèrie dramàtica per Columbo.
- 1976. Emmy al millor actor de sèrie dramàtica per Columbo.
- 1990. Emmy al millor actor de sèrie dramàtica per Columbo.

### Nominacions
- 1961. Oscar al millor actor secundari per Murder, Inc..
- 1961. Globus d'Or a la millor nova promesa masculina.
- 1961. Emmy al millor actor secundari per The Law and Mr. Jones.
- 1962. Oscar al millor actor secundari per Un gàngster per a un miracle.
- 1962. Emmy al millor actor per The Dick Powell Show.
- 1972. Globus d'Or al millor actor en sèrie dramàtica per Columbo.
- 1973. Emmy al millor actor de sèrie dramàtica per Columbo.
- 1974. Globus d'Or al millor actor en sèrie dramàtica per Columbo.
- 1974. Emmy al millor actor de sèrie dramàtica per Columbo.
- 1975. Globus d'Or al millor actor en sèrie dramàtica per Columbo.
- 1976. Globus d'Or al millor actor en sèrie dramàtica per Columbo.
- 1977. Emmy al millor actor de sèrie dramàtica per Columbo.
- 1978. Globus d'Or al millor actor en sèrie dramàtica per Columbo.
- 1978. Emmy al millor actor de sèrie dramàtica per Columbo.
- 1991. Globus d'Or al millor actor en sèrie dramàtica per Columbo.
- 1991. Emmy al millor actor de sèrie dramàtica per Columbo.
- 1992. Globus d'Or al millor actor en minisèrie o telefilm per Columbo.
- 1994. Globus d'Or al millor actor en minisèrie o telefilm per Columbo.
- 1994. Emmy al millor actor de sèrie dramàtica per Columbo.